# Тыркин, Станислав Ильич
Станислав Ильич Тыркин, более известный как Стас Тыркин — российский журналист и куратор, кинокритик газеты «Комсомольская правда» и программный директор кинофестивалей.

## Биография
Родился на Дальнем Востоке в 1970 году. Учился на факультете журналистики Дальневосточного университета, затем в режиссёрской мастерской Геннадия Полоки во ВГИКе. C 2001 года работает кинокритиком «Комсомольской правды».
В 2014 году был членом жюри «Кинотавра» в конкурсе короткометражных фильмов. На «Кинотавре» 2018 года стал членом жюри основной программы. Был членом жюри кинофестивалей в Локарно, Вильнюсе, Варшаве и Эль-Гуне.
С 2013 по 2018 год был программным директором Национального кинофестиваля дебютов «Движение». С 2013 года курирует кинопрограмму «Гоголь-центра». С 2014 года работает в составе отборочной комиссии  Московского международного кинофестиваля и составляет внеконкурсную программу «Фильмы, которых здесь не было». С 2016 года является программным директором Strelka Film Festival Института «Стрелка». В 2020 году составил программу фестиваля Kinotavr. Special Edition продюсера Александра Роднянского. Является программным директором кинотеатра «Художественный». 
Входит в число российских экспертов, опрашиваемых BBC для составления международных рейтингов лучших фильмов. Входит в экспертную группу фонда «Кинопрайм».
С 2023 года — программный директор ежегодного фестиваля актуального российского кино «Маяк», учрежденного фондом «Кинопрайм» .